# Kate DiCamillo
Katrina Elizabeth DiCamillo, dite Kate DiCamillo, née le 15 mars 1964 à Philadelphie (Pennsylvanie, États-Unis) est une auteure américaine de livres jeunesse. Elle a reçu la Médaille Newbery pour deux de ses ouvrages, La Quête des Despereaux publié en 2004 et pour Les Aventures de Flora et Ulysse publié en 2013. Elle est surtout connue par sa série de romans de premières lectures, Mercy Watson, illustrée par Chris Van Dusen.

## Biographie
Enfant, Kate DiCamillo souffrait d'une pneumonie chronique. Pour lui offrir un climat plus doux, sa mère fit déménager toute la famille en Floride alors qu’elle avait cinq ans. Diplômée en anglais en 1987 de l'Université de Floride à Gainesville, elle déménage à Minneapolis, Minnesota en 1993 où elle commence à travailler dans un entrepôt de livres. 
Son premier roman, Winn-Dixie, publié en 2000 par Candlewick Press, reçoit le prix d'honneur de la Médaille Newbery. Il est adapté au cinéma en 2005 par Wayne Wang sous le titre Winn-Dixie mon meilleur ami.
En 2014, elle est nommée pour deux ans « ambassadrice pour la littérature jeunesse » par la Bibliothèque du Congrès.
En 2023, elle est sélectionnée pour la cinquième année d'affilée (depuis 2019) pour le prestigieux prix suédois, le Prix commémoratif Astrid-Lindgren.

## Œuvres

### Série Mercy Watson
1. Mercy Watson à la rescousse, Scholastic, 2008 ((en) Mercy Watson to the Rescue, 2005)
2. Mercy Watson en ballade, Scholastic, 2008 ((en) Mercy Watson Goes for a Ride, 2006)
3. Mercy Watson combat le crime, Scholastic, 2009 ((en) Mercy Watson fights Crimes, 2006)

### Série Bink et Ollie
1. (en) Bink & Gollie, 2010
2. (en) Bink & Gollie : Two for One, 2012
3. (en) Bink & Gollie : Best Friends Forever, 2013

### Romans indépendants
- Winn-Dixie, Scholastic, 2004 ((en) Because of Winn-Dixie, 2000)
- La Quête de Despereaux, Hachette, 2008 ((en) The Tale of Despereaux, 2003)[4]
- L'Odyssée miraculeuse d'Édouard Toulaine, Tourbillon (maison d'édition), 2007 ((en) The Miraculous Journey of Edward Tulane, 2006)
- L'Éléphant du magicien, Tourbillon (maison d'édition), 2010 ((en) The Magician's Elephant, 2009)
- Les Aventures de Flora et Ulysse, Les Grandes Personnes, 2014 ((en) Flora & Ulysses: The Illuminated Adventures, 2013)
- Raymie Nightingale : Un été marquant, Scholastic, 2016 ((en) Raymie Nightingale, 2016)
- Louisiana, Didier Jeunesse, 2019 ((en) Louisiana's Way Home, 2018)
- (en) Beverly, Right Here, 2019
- La Prophétie de Béatryce, Scholastic, 2021 ((en) The Beatryce Prophecy, 2021)
- (en) The Puppets of Spelhorst, 2023
- (en) Ferris, 2024
- (en) The Hotel Balzaar, 2024

## Prix et distinctions
- 2001 : Livre d'honneur de la Médaille Newbery pour Winn-Dixie.
- 2001 : Finaliste du National Book Award de littérature jeunesse pour The Tiger Rising.
- 2003 : Young Reader's Choice Award
- 2004 : Médaille Newbery pour La Quête de Despereaux (The Tale of Despereaux)
- 2006 : Young Reader's Choice Award
- 2007 : Geisel Award pour Mercy Watson en ballade[5].
- 2009 : Young Reader's Choice Award
- 2014 : Guardian Children Fiction's Prize pour Les Aventures de Flora et Ulysse[6].
- 2014 : Médaille Newbery pour Les Aventures de Flora et Ulysse[7].
- 2014-2015 : National Ambassador for Young People's Literature
- 2019 : Médaille Regina
- 2019 à 2023 :  Sélection pour le Prix commémoratif Astrid-Lindgren durant cinq années d'affilée[3]

## Adaptation de son œuvre au cinéma
- Winn-Dixie mon meilleur ami, film américain de Wayne Wang, d'après son premier roman, Winn-Dixie publié en 2000.
- La Légende de Despereaux
- Flora & Ulysses, film américain de Lena Khan sorti en 2021.